# Österreichische Alpine Skimeisterschaften 1963
Die Österreichischen Alpinen Skimeisterschaften 1963 fanden vom 7. bis zum 10. Februar in Haus im Ennstal statt.

## Herren

### Abfahrt
| Platz | Name             | Zeit        |
| ----- | ---------------- | ----------- |
| 01    | Karl Schranz     | 2:45,15 min |
| 02    | Gerhard Nenning  | 2:47,55 min |
| 03    | Heinrich Messner | 2:47,70 min |
| 04    | Josef Stiegler   | 2:47,74 min |
| 05    | Adalbert Leitner | 2:48,45 min |
| 06    | Franz Digruber   | 2:49,75 min |
| 07    | Hugo Nindl       | 2:49,77 min |
| 08    | Stefan Sodat     | 2:50,00 min |
| 09    | Mathias Leitner  | 2:51,18 min |
| 10    | Rupert Derler    | 2:52,38 min |

Datum: 9. Februar 1963

Ort: Haus im Ennstal

Piste: Krummholz

Streckenlänge: 4060 m, Höhendifferenz: 1006 m

Tore: 8

### Riesenslalom
| Platz | Name             | Zeit        |
| ----- | ---------------- | ----------- |
| 1     | Josef Stiegler   | 1:52,49 min |
| 2     | Gerhard Nenning  | 1:52,89 min |
| 3     | Mathias Leitner  | 1:56,01 min |
| 4     | Heinrich Messner | 1:56,04 min |
| 5     | Martin Burger    | 1:56,24 min |
| 6     | Hugo Nindl       | 1:56,98 min |
| 7     | Ernst Falch      | 1:58,86 min |
| 8     | Stefan Sodat     | 1:59,64 min |
| 9     | Rudolf Bocek     | 1:59,68 min |
|       | Rupert Salzmann  | 1:59,68 min |

Datum: 7. Februar 1963

Ort: Haus im Ennstal

### Slalom
| Platz | Name             | Zeit        |
| ----- | ---------------- | ----------- |
| 1     | Karl Schranz     | 1:31,03 min |
| 2     | Gerhard Nenning  | 1:31,41 min |
| 3     | Hugo Nindl       | 1:33,00 min |
| 4     | Adalbert Leitner | 1:33,08 min |
| 5     | Ernst Falch      | 1:33,35 min |
| 6     | Heinrich Messner | 1:34,61 min |
| 7     | Mathias Leitner  | 1:34,71 min |
| 8     | Stefan Sodat     | 1:35,72 min |
| 9     | Helmut Schranz   | 1:36,32 min |

Datum: 10. Februar 1963

Ort: Haus im Ennstal

Höhendifferenz: 185 m

Tore 1. Lauf: 59, Tore 2. Lauf: 58

### Kombination
Die Kombination setzt sich aus den Ergebnissen von Slalom, Riesenslalom und Abfahrt zusammen.
| Platz | Name             | Punkte |
| ----- | ---------------- | ------ |
| 01    | Gerhard Nenning  | 014,54 |
| 02    | Heinrich Messner | 051,53 |
| 03    | Hugo Nindl       | 055,13 |
| 04    | Mathias Leitner  | 065,26 |
| 05    | Adalbert Leitner | 069,31 |
| 06    | Stefan Sodat     | 088,96 |
| 07    | Franz Digruber   | 099,28 |
| 08    | Ernst Falch      | 103,69 |
| 09    | Sepp Mair        | 120,76 |
| 10    | Alois Schuster   | 144,53 |

## Damen

### Abfahrt
| Platz | Name                      | Zeit        |
| ----- | ------------------------- | ----------- |
| 01    | Christl Haas              | 2:15,50 min |
| 02    | Traudl Hecher             | 2:17,34 min |
| 03    | Marianne Jahn             | 2:19,03 min |
| 04    | Edda Kainz                | 2:19,50 min |
| 05    | Hilde Gande               | 2:21,26 min |
| 06    | Edith Zimmermann          | 2:21,35 min |
| 07    | Ingeborg Jochum           | 2:21,55 min |
| 08    | Gertraud Ehrenfried-Gaber | 2:21,86 min |
| 09    | Christl Staffner          | 2:22,13 min |
| 10    | Sieglinde Bräuer          | 2:23,81 min |

Datum: 9. Februar 1963

Ort: Haus im Ennstal

Piste: Krummholz

Streckenlänge: 2820 m, Höhendifferenz: 715 m

Tore: 10

### Riesenslalom
| Platz | Name                      | Zeit        |
| ----- | ------------------------- | ----------- |
| 01    | Traudl Hecher             | 1:39,05 min |
| 02    | Marianne Jahn             | 1:42,05 min |
| 03    | Edda Kainz                | 1:42,18 min |
| 04    | Edith Zimmermann          | 1:43,41 min |
| 05    | Christl Staffner          | 1:43,87 min |
| 06    | Sieglinde Bräuer          | 1:44,49 min |
| 07    | Christl Haas              | 1:45,53 min |
| 08    | Grete Digruber            | 1:46,79 min |
| 09    | Gertraud Ehrenfried-Gaber | 1:47,48 min |
| 10    | Hermine Both              | 1:47,69 min |

Datum: 7. Februar 1963

Ort: Haus im Ennstal

### Slalom
| Platz | Name              | Zeit        |
| ----- | ----------------- | ----------- |
| 01    | Marianne Jahn     | 1:19,77 min |
| 02    | Traudl Hecher     | 1:22,97 min |
| 03    | Edith Zimmermann  | 1:24,54 min |
| 04    | Sieglinde Bräuer  | 1:25,76 min |
| 05    | Christl Haas      | 1:26,82 min |
| 06    | Edda Kainz        | 1:27,66 min |
| 07    | Grete Digruber    | 1:27,91 min |
| 08    | Hilde Gande       | 1:28,65 min |
| 09    | Christl Staffner  | 1:29,48 min |
| 10    | Waltraud Grabherr | 1:33,53 min |

Datum: 10. Februar 1963

Ort: Haus im Ennstal

### Kombination
Die Kombination setzt sich aus den Ergebnissen von Slalom, Riesenslalom und Abfahrt zusammen.
| Platz | Name             | Punkte |
| ----- | ---------------- | ------ |
| 01    | Traudl Hecher    | 030,29 |
| 02    | Marianne Jahn    | 036,99 |
| 03    | Christl Haas     | 086,87 |
| 04    | Edith Zimmermann | 087,55 |
| 05    | Edda Kainz       | 089,89 |
| 06    | Sieglinde Bräuer | 121,60 |
| 07    | Christl Staffner | 123,08 |
| 08    | Hilde Gande      | 143,82 |
| 09    | Grete Digruber   | 161,26 |
| 10    | Elke Pucher      | 216,51 |